# Desaparición de Perry Cohen y Austin Stephanos
Perry Cohen (n. 30 de enero de 2001) y Austin Stephanos (n. 1 de diciembre de 2000) eran dos amigos estadounidenses de catorce años que desaparecieron el 24 de julio de 2015 durante un viaje de pesca en las cercanías de Tequesta (Florida).

## Trasfondo
Cohen y Stephanos eran ávidos pescadores y salían a pescar en una zona no muy alejada de la costa. El abuelo de Stephanos declaró a los periodistas que su nieto había manejado la embarcación unas veinte veces y que los miembros de la familia se sentían cómodos con él. Aproximadamente una semana antes de la desaparición de los chicos, Stephanos había sido detenido por un oficial de la Patrulla Marina para un control de rutina, y todo el equipo de seguridad exigido por la ley de Florida estaba a bordo de la embarcación.
El 23 de julio de 2015, Cohen envió un mensaje a otro amigo a través de Instagram que decía: "Austin y yo vamos a cruzar a las Bahamas mañana. Ven con nosotros, no nos registraríamos". Otro amigo supuestamente habló con Stephanos sobre viajar a las Bahamas antes de su partida con Stephanos diciendo que el clima era demasiado duro. Según los informes, Cohen preguntó a su padrastro esa noche si podía pedirle prestado su GPS para utilizarlo en el barco de Stephanos.

## Desaparición
La noche anterior a su desaparición, Cohen y Stephanos pasaron la noche juntos en la casa de este último antes de planear ir a pescar a la mañana siguiente, aunque Cohen le había dicho a un amigo que estaban planeando dirigirse a las Bahamas. En la mañana del 24 de julio de 2015, Cohen y Stephanos viajaron al puerto deportivo de Isla Júpiter para ir a pescar en un SeaCraft 1978 de un solo motor registrado a nombre de la madre de Stephanos. Fueron vistos por última vez en el Jib Yacht Club and Marina, donde gastaron unos 100 dólares en gasolina y Stephanos envió un mensaje de texto a sus padres alrededor de las 11:25 horas de la mañana, abandonando el puerto deportivo en algún momento antes del mediodía.
Poco después de salir, se documentó una línea de tormentas eléctricas que se desplazaba hacia la zona, y el Servicio Meteorológico Nacional emitió un aviso marítimo especial que advertía de fuertes lluvias y vientos que podrían superar los 65 km/h. Se cree que los dos chicos se vieron superados por la tormenta, ya que el teléfono móvil de Stephanos se desconectó de Internet alrededor de las 13:15 horas. Su última publicación en las redes sociales fue desde su cuenta de Snapchat, y una de las publicaciones mostraba a los chicos en el barco con cañas de pescar y un mensaje que decía: "Peace Out Jup", que según los amigos significaba que los chicos se dirigían a las Bahamas. Un amigo dijo a los periodistas que otra publicación de ese día de la cuenta de Stephanos era un vídeo de la tormenta que se dirigía rápidamente hacia el barco, con el comentario: "Estamos jodidos".

## Esfuerzos de búsqueda
Se creó un fondo para sufragar los esfuerzos privados de búsqueda de los chicos y se recaudaron miles de dólares a las pocas horas de crearse el fondo. Decenas de personas, entre ellas Joe Namath, miembro del Salón de la Fama de la NFL, se unieron a la búsqueda y los participantes recorrieron costas y playas en busca de restos arrastrados por la corriente.
Debido a la gran extensión de mar que había que rastrear, se utilizaron varios barcos y aviones para buscar a los chicos desaparecidos. Se utilizó un avión Lockheed C-130 Hercules de la Guardia Costera de Estados Unidos, un helicóptero de Miami, un avión HR 144, dos aviones de la Oficina de Aduanas y Protección Fronteriza de los Estados Unidos. y dos guardacostas, además de varios pilotos y navegantes privados que ofrecieron su ayuda. La búsqueda resultó difícil porque se determinó que la embarcación no estaba equipada con una baliza de posicionamiento de emergencia ni con ningún otro equipo de seguridad, como radio o GPS.
La embarcación que manejaban los chicos fue descubierta originalmente el 26 de julio de 2015 cerca de Daytona Beach (Florida), y los guardacostas fijaron una boya con marcador de datos a la embarcación y se marcharon para seguir buscando a Cohen y Stephanos. Fue redescubierto el 18 de marzo de 2016 a unas cien millas de las Bermudas. A bordo de la embarcación se encontraron un iPhone y otros efectos personales. La búsqueda de los chicos se suspendió el 31 de julio de 2015.

## Investigación
Debido a la tormenta que se produjo poco después de que los niños abandonaran el puerto deportivo, los niños fueron declarados desaparecidos; en general, se creía que habían sido víctimas de la violenta tormenta. Sin embargo, con el redescubrimiento de la embarcación el 18 de marzo de 2016, los padres de Cohen creyeron que potencialmente había información adicional sobre el destino de los niños. Se descubrió que la embarcación tenía el contacto y la batería desconectados, lo que podría ser indicio de juego sucio.
Sin embargo, al no haber otras pruebas de juego sucio, todos los objetos encontrados en la embarcación fueron entregados a las familias de los niños, sin que se investigaran los objetos. Los padres de Cohen interpusieron una demanda contra la devolución de un iPhone a los padres de Stephanos, ya que consideraban que se rompería la cadena de custodia y cualquier prueba se vería empañada por un posible sesgo.

## Demanda legal
En 2016, los padres de Cohen presentaron una demanda para evitar que un iPhone que fue descubierto en el barco fuera devuelto a la familia de Stephanos. Los padres de Cohen argumentaron que el teléfono devuelto a la familia de Stephanos podría contaminar cualquier evidencia encontrada en el iPhone. A pesar de las múltiples peticiones de medidas cautelares de emergencia contra la familia Stephanos y la Florida Fish and Wildlife Conservation Commission, el teléfono fue entregado a la familia Stephanos. Más tarde fue enviado a Apple por orden de un juez para que la empresa lo investigara para el tribunal.
En 2017, la familia de Cohen presentó una demanda por homicidio culposo contra la familia de Stephanos alegando que Stephanos y otros miembros de la familia fueron negligentes por permitir que los niños se aventuraran en el Océano Atlántico con una embarcación indigna y sin dispositivos de comunicación a bordo. Se presentaron cargos específicos contra el padre de Stephanos, William "Blu" Stephanos, quien los Cohen alegaron que retrasó los esfuerzos de rescate por parte de las autoridades apropiadas al emprender su propia búsqueda en lugar de llamar al 911 cuando se enteró de la desaparición de los niños por su exesposa.
En septiembre de 2020, un juez del condado de Palm Beach dictaminó que William "Blu" Stephanos no era responsable de la desaparición de su hijo y de Cohen. El juez declaró que la búsqueda personal no aumentó el riesgo de daño de los chicos, y que el riesgo al que se enfrentaban los chicos eran las peligrosas condiciones en el mar.

## Vigilias y conmemoraciones
Poco después de su desaparición, se creó un monumento improvisado con conchas marinas y velas en honor a los niños. El artista Shepard Fairey pintó un mural de Cohen en el Jupiter High School en 2017. El 22 de julio de 2021 se dedicó una estatua en honor a los chicos y a otras personas perdidas en el mar, en el muelle sur del lugar conmemorativo de Jupiter Inlet. La estatua de bronce, obra conjunta de la Fundación AustinBlu y el distrito de Jupiter Inlet, fue creada por un estudio de artistas de West Palm Beach, Robert St. Croix Sculpture Studio & Foundry. 
En su lugar, un par de figuras de tamaño natural, un hombre y una mujer, miran hacia la ensenada. La mujer, con un vestido al viento, se tapa los ojos con las manos, mientras que la mano izquierda del hombre se apoya en la parte superior de su espalda. Según Blu Stephanos, la estatua no sólo representa a todos los que han perdido a alguien en el mar, sino que también conmemora a la comunidad de Jupiter-Tequesta que colaboró en la búsqueda de Austin y Perry y apoyó a sus familias.
El quinto aniversario de su desaparición se conmemoró en 2020, con ambas familias participando en memoriales separados debido a la batalla legal en curso.

## Legado
Ambas familias crearon fundaciones en honor a sus hijos. La Fundación Perry J. Cohen ha realizado donaciones a organizaciones y escuelas locales, y el nuevo Laboratorio de Humedales del instituto Jupiter lleva el nombre de Cohen. El laboratorio trabaja con los estudiantes en un entorno al aire libre para enseñar a los estudiantes de arte, fotografía, medio ambiente y agricultura. La Fundación AustinBlu ha celebrado torneos anuales de pesca y ayudó al "Proyecto de ley Beacon" firmado en la ley estatal en 2016, que ayuda a los navegantes con las tarifas de registro para las balizas de localización.